# (473004) 2015 HH38
(473004) 2015 HH38 es un asteroide perteneciente al cinturón de asteroides, descubierto el 13 de febrero de 2010 por el equipo del Mount Lemmon Survey desde el Observatorio del Monte Lemmon, Arizona, Estados Unidos.

## Designación y nombre
Designado provisionalmente como 2015 HH38.

## Características orbitales
2015 HH38 está situado a una distancia media del Sol de 2,641 ua, pudiendo alejarse hasta 2,952 ua y acercarse hasta 2,329 ua. Su excentricidad es 0,117 y la inclinación orbital 8,901 grados. Emplea 1567 días en completar una órbita alrededor del Sol.

## Características físicas
La magnitud absoluta de 2015 HH38 es 17.